# Mbarung Datuk Saudane
Mbarung Datuk Saudane is een bestuurslaag in het regentschap Aceh Tenggara van de provincie Atjeh, Indonesië. Mbarung Datuk Saudane telt 275 inwoners (volkstelling 2010).